# Domenico Maria della Ciaia
Domenico Maria della Ciaia (Siena, 16 settembre 1642 – Pitigliano, 23 gennaio 1713) è stato un vescovo cattolico italiano.

## Biografia
Nato a Siena il 16 settembre 1642, entrò nell'ordine domenicano e si trasferì prima a Venezia, dove fu ordinato sacerdote il 30 novembre 1670, per poi stabilirsi a Firenze dal 1673 come insegnante di filosofia e teologia. Nel 1681 venne eletto priore del convento di San Domenico di Siena.
Il 18 aprile 1688 fu nominato vescovo di Sovana da papa Innocenzo XI e prese possesso della diocesi l'anno successivo. Durante il suo episcopato prese parte a ben sette visite pastorali (1689-90, 1693, 1697, 1701, 1704, 1708, 1711) e indisse sei sinodi (il primo nel 1690, l'ultimo nel 1709). Il resoconto dei primi sinodi venne stampato in volume nel 1707. Nel 1701 istituì a Scansano il primo seminario vescovile, poi trasferito nel 1705 a Pitigliano, dove fece aprire anche la prima scuola delle maestre pie di Santa Lucia Filippini, diretta da donna Diana Ferrini da Valentano.
Nel 1710 compilò l'Indice della Diocesi di Sovana.
Rimasto infermo negli ultimi mesi del 1711, morì il 23 gennaio 1713 e fu sepolto nella collegiata di Pitigliano.